# Зимен
Зѝмен е село в Югоизточна България, община Карнобат, област Бургас.

## География
Село Зимен се намира на около 44 km северозападно от центъра на областния град Бургас, около 11 km север-североизточно от общинския център град Карнобат и около 18 km запад-северозападно от град Айтос. Разположено е в Източна Стара планина, по югозападните склонове на Карнобатската планина при прехода ѝ към източната част на Карнобатската котловина. Общият наклон на терена е в посока юг-югоизток, а надморската височина в центъра на селото е около 245 m. Климатът е преходно-континентален.
Общински път води от Зимен на север до село Раклиново, а на юг през село Глумче до връзка с първокласния Подбалкански път източно от Карнобат.
Землището на село Зимен граничи със землищата на: село Раклица на запад и север; село Раклиново на север и изток; село Кликач на югоизток; село Глумче на юг; село Сигмен на югозапад.
В землището на Зимен има 2 язовира – „Сухото дере“ и „Кайряка“.

## История
След Руско-турската война 1877 – 1878 г., по Берлинския договор 1878 г. селото остава в Източна Румелия; присъединено е към България след Съединението през 1885 г.
През 1934 г. селото с дотогавашно име Къшла кьой е преименувано на Зимен.

## Население
Населението на село Зимен наброява 500 души при преброяването към 1934 г. и 523 към 1946 г., намалява до 323 към 1985 г. и 118 (по текущата демографска статистика за населението) към 2021 г.

### Етнически състав
Преброяване на населението през 2011 г.
Численост и дял на етническите групи според преброяването на населението през 2011 г.:
|                     | Численост |
| Общо                | 149       |
| Българи             | 125       |
| Турци               | -         |
| Цигани              | -         |
| Други               | -         |
| Не се самоопределят | -         |
| Неотговорили        | 22        |

## Обществени институции
Село Зимен към 2022 г. е център на кметство Зимен.
В село Зимен към 2022 г. има читалище „Червена звезда – 1928 г.“;

## Културни и природни забележителности
На 1 – 2 km запад-северозападно от Зимен се намира античен и средновековен комплекс от две крепости и няколко големи селища.